# Web.py
Web.py (estilizado como: web.py) es un framework de desarrollo web para Python de dominio público, el cual fue originalmente diseñado por el programador estadounidense Aaron Swartz y que ahora se encuentra bajo el mantenimiento de Condé Nast Publications.

## Historia
Web.py empezó a ser desarrollado mientras Aaron Swartz aún trabajaba en Reddit, con el objetivo de optimizar la construcción y el diseño de sitios web escritos en Python. Inicialmente el sitio obtuvo un muy rápido crecimiento, llegando incluso a estar entre los "1000 sitios web más visitados" según el Ranking Alexa. Poco tiempo después el sitio web fue adquirido por la editorial de revistas Condé Nast Publications.

## Funcionamiento
Web.py está dirigido tanto a programadores amateur como a profesionales que cuentan con conocimientos previos en Python y que desean construir un sitio web con más efectividad. El software no funciona plenamente por sí solo, sino que debe de ser acompañado de otros sistemas para poder ejecutarse completamente. Este trabaja conjuntamente, de forma principal, con los siguientes elementos:
1. PostgresSQL: un sistema de gestión de base de datos.
2. Psycopg2: un sistema de paquetes de Python integrados.